# 란처
란처(Landser) 또는 탄츠오셰스터 임머폴(Tanzorchester Immervoll)은 2003년까지 독일에서 가장 인지도가 높았던 우파록 그룹이다. 2005년 3월 연방법원에서 범죄단체로 판결받은 최초의 밴드이기도 하다. 밴드명인 란처(Landser)는 일반 사병을 의미하는 Landsknecht(란츠크네히트)에서 빌려왔다.

## 밴드의 역사
란처의 전신은 1992년 베를린 동부의 극우단체 디 반달렌- 아리오게르마니쉐 캄프게마인샤프트(Die Vandalen – Ariogermanische Kampfgemeinschaft -1982년 결성)의 회원들이 결성한 우파록 밴드 엔트뢰중(Endlösung)이었다. 공연금지, 앨범판매금지 등 국가 차원에서 조처를 취했음에도 교묘하게 활동을 유지했고 대중의 눈에 거의 띄지 않았다. 단 한 번 공식 콘서트를 했는데, 멤버들은 가면을 쓰고 공연을 하였다. 하지만 밴드는 사실 상당히 많은 공연을 했고, 주로 베를린의 술집에서 소수 관객을 두고 하였다. 2011년 범죄단체결성에 대한 수사로 미하엘 레게너(Michael Regener: 가명 루니코프 –Lunikoff), 안드레 뫼리케(Andre Möhricke), 크리스티안 벤도르프(Christian Wenndorff), 장 르네-바우어(Jean Rene-Bauer) 멤버전원이 구속된다.
2003년 12월 베를린 고등법원은 멤버들에게 범죄단체 결성, 국민에 대한 선동, 극우주의 프로파간다 살포로 징역형이나 벌금형을 선고했다. 그러나 미하엘 레게너와는 다르게 안드레 뫼리케와 크리스티안 벤도르프에게 구형된 징역형은 개선의 여지가 있었기에 집행유예로 감형되었다. 레게너는 징역형이 구속력이 없었고, 상고하였기에 일단 가석방되었다.
뫼리케와 벤도르프의 발언으로 레게너와의 관계가 악화되자 밴드는 와해하기 시작하였고 결국 해체되기에 이른다. 레게너는 우파록밴드 슈프레게슈바더(Spreegeschwader)의 주변인물들과 디 루니코프 페어슈뵈룽 (Die Lunikoff Verschwörung)이라는 새 밴드를 결성한다. 칼스루헤 법원은 2005년 3월 레게너에게 3년 4개월의 징역형을 선고한다. 법관들은 란처를 범죄단체로 분류하였다. 이는 밴드를 범죄단체로 법적으로 규정한 최초의 판례였다. 베를린 헌수청(Verfassungsschutz Berlin)의 대변인에 따르면, 2012년 밴드에 관한 문서가 '유감스럽게도 실수로' 삭제되었다고 한다.

## 특징
란처는 인종차별주의적이며 증오로 가득 차 있으며, 노골적으로 폭력을 호소하는 가사를 통해 우파록신에서 상당한 유명세를 구가하고 있는 밴드로 알려졌다.
1999년 8월 일곱 명의 네오나치들이 두 명의 베트남인을 폭행하여 중상을 입히고 란처의 노래를 불렀다. 13년의 활동기간 동안 밴드는 비정치적인 집단에도 유명세를 알리기도 했다. 밴드멤버들은 다양한 네오나치그룹에서 활동하고 있었고 이는 밴드를 기점으로 한 네오나치 네트워크 구축을 가능하게 했다.
다른 우파록밴드들과는 달리 란처는 앨범이 금지처분을 받는 것에 개의치 않았다. 앨범 작업은 우선 영국, 스웨덴, 미국 등지에서 먼저 하고 독일로 밀반입하는 형태였기 때문이다. 이러한 방법과 본명 대신 가명을 사용함으로써 밴드는 법망을 피하려 하였다.

## 음악과 가사
스타일은 전형적인 하드록에 기반을 두고 있으며, 어쿠스틱 기타를 사용하거나 발라드를 연주하기도 한다. 가사의 공격성, 극단적 가사들과 그에따른 판매불가처분 및 음반몰수조치는 밴드의 지명도를 높이는데 역할을 하였다. 가사에서 나타나는 내용은 매우 구체적이며, 선동을 사주한다. 흑인 (Afrika-Lied, Nigger oder Niemals), 폴란드인 (Polackentango oder Danzig, Breslau und Stettin), 터키인 (Wieder mal kein Tor für Türkiyemspor), 유대인 (Ran an den Feind), 베트남인 (Xenophobia),아랍인과 그리스인 (Kanake verrecke), 중국인 (Ballade von den fickenden Chinesen) 과 공산주의자 (Kein Herz für Marxisten, Schlagt sie tot)에 대한 노래에서는 이들을 폭행, 추방, 살해하자는 내용을 담고 있다.

란 안 덴 파인트(Ran an den Feind)와 같은 곡에서는 국가사회주의시절의 군가 (노르베르트 슐체-Norbert Schultze의 Bomben auf Polenland와 Bomben auf Engeland)에서 아이디어를 얻기도 한다.
신나치주의적인 가사 때문에 녹음 작업은 거의 외국에서 하고 독일이나 인접국으로 밀반입을 하기 때문에 앨범 발매 장수는 거의 만장 정도에 불과하다. 그러나 유명세를 얻으면서 전문 스튜디오에서 녹음하기도 했다.

## 음반목록
거의 모든 앨범들이 판매금자 처분을 받았기 때문에 불법 복제판들이 시중에 유통되고 있다.